# Inácio Montanha
Inácio Montanha  (25 de julio de 1858 , Yaguarón — 1933 Porto Alegre) fue un educador brasileño.

## Biografía
Montanha estudió en el Seminario Episcopal de Porto Alegre, graduándose como profesor en 1879. Posteriormente enseñó portugués, matemáticas, historia y geografía. Fue invitado a enseñar en el Seminario y en 1890 estableció y comenzó a dirigir la Escuela Brasileña, Tras dejar la dirección del centro educativo, se dedicó a la caridad, sirviendo aún como consejero de exalumnos. Montanha obtuvo un prestigio que superó ampliamente las fronteras estatales, en un momento de renovación general de las prácticas educativas, y marcó el escenario cultural del estado en el transcurso de los siglos XIX y XX.
La Escuela Brasileña fue expropiada por el gobierno y renombrada Colégio Estadual Inácio Montanha en 1938.